# Званцовы
Званцовы, позднее Званцевы — русский дворянский род.
Род внесён в I часть дворянской родословной книги Нижегородской губернии.

## Происхождение
Родоначальник Пётр Павлович Званцов (1753—1820), сын турецкого паши, погибшего при взятии крепости Жванец в 1769 году. Попечение о мальчике взял на себя великий князь Павел Петрович, крестил его именем Пётр, а отчество по обычаю дал Павлович. Фамилия была образована от названия крепости — Жванцов, которая впоследствии трансформировалась в Званцов, а позднее в конце XIX века написание фамилии изменилось на Званцев. По восшествии на престол Павла I, 9 (20) ноября 1796 года пожалован камер-фурьером и 400 душами крестьян в дворцовых деревнях Селищи и Тарталеи в Нижегородской губернии. 25 марта (5 апреля)  1799 года возведён с потомством своим в дворянское достоинство Российской империи и пожалован дворянским гербом.

## Описание герба
Щит разделён горизонтально на две части, из коих в верхней в красном поле изображён золотой крест, а в нижней части в голубом поле серебряный полумесяц, рогами вниз обращённый. Щит увенчан обыкновенным дворянскими шлемом с дворянскою на нём короною и тремя страусовыми перьями. Намёт на щите красный, подложенный серебром.

## Родословная
- Званцов, Пётр Павлович (1753—1820) — статский советник, родоначальник дворян Званцовых.
  - Званцов, Александр Петрович (1782—1838) — герольдмейстер, статский советник.
  - Званцов, Пётр Петрович (1790—1827)
  - Званцов, Иван Петрович (1792—1834) — артиллерии полковник, участник Отечественной войны 1812 года, масон.
    - Званцов, Константин Иванович (1823—1890) — музыкальный критик и музыковед.
      -  Криступ, Константин Константинович (1875—?) — переводчик, композитор-любитель.

    - Званцов, Николай Иванович (1825—1877)
      - Званцев, Пётр Николаевич (1863—1908) — член Нижегородской земской управы, коллежский советник.
        - Званцева, Елизавета Петровна (1885—1905)
        - Семичова (Званцева), Мария Петровна (1887—1954)
        - Званцев, Пётр Петрович (1893—1958) — актёр театра.
          -  Званцев, Дмитрий Петрович (1925—?) — журналист.
            -  Званцев, Николай Дмитриевич (род. 1956)
              - Званцева, Екатерина Николаевна (род. 1984)
              -  Званцева, Евгения Николаевна (род. 1989)

        - Милотворская (Званцева), Софья Петровна (1894—?)
        -  Званцев, Михаил Петрович (1902—1977) — искусствовед, художник-постановщик[4][5].
          -  Званцев, Павел Михайлович (1928—2015) — капитан 1-го ранга, кандидат военно-морских наук, доцент[6][7].
            - Званцев, Сергей Павлович (род. 1952) — кандидат технических наук.
              -  Званцев, Владимир Сергеевич (род. 1986)

            -  Званцев, Михаил Павлович (1965—2019) — филолог, преподаватель в ЛИАП.

      - Званцева, Елизавета Николаевна (1864—1921) — художница, ученица И. Е. Репина.
      - Званцев, Сергей Николаевич (1869—?) — подпоручик, земский начальник.
      - Званцев, Иван Николаевич (?—1916)
      - Званцев, Николай Николаевич (1870—1923) — оперный певец, драматический актёр, режиссёр и вокальный педагог.
        - Званцева, Евгения Николаевна (1897—1974) — служащая завода грамзаписи.
        - Логвинович (Званцева), Татьяна Николаевна (1913—1994) — жена Г. В. Логвиновича.
        - Званцева, София Николаевна
        -  Званцева, Елизавета Николаевна

      - Званцев, Алексей Николаевич (1863—1908) — помещик Сергачского уезда, муж А. Г. Болтиной, двоюродной сестры жены М. Е. Салтыкова-Щедрина.
        - Лютер (Званцева), Екатерина Алексеевна (1895—1967) — библиотекарь.
        - Яворская (Званцева), Надежда Алексеевна (1896—1948) — актриса драматического театра.
        - Званцев, Пётр Алексеевич (1900—1944)
          - Званцева, Елизавета Петровна (1927—2006) — литературовед, кандидат филологических наук, доцент Горьковского педагогического института[8].
          -  Званцева, Татьяна Петровна (род. 1937) — филолог, редактор газеты, председатель экологической комиссии Нижегородской области.

        - Званцев, Григорий Алексеевич (?—1920) — пропал без вести на Дальнем Востоке в годы Гражданской войны.
        - Званцева, Анна Алексеевна
        -  Званцев, Николай Алексеевич

      -  Званцев, София Николаевна

    -  Званцов, Пётр Иванович (1828—1892) — владелец имения в селе Селищи Сергачского уезда[9].

  - Званцов, Сергей Петрович (1796—1850) — инженер-поручик.
  -  Званцов, Михаил Петрович (1800—1866)